# 未遂の教唆
未遂の教唆（みすいのきょうさ）とは、教唆者が被教唆者の実行行為を初めから未遂で終わらせる意思で教唆を行う場合を言う。
学説上、可罰説と不可罰説が対立している。また、未遂の教唆を行った場合に、教唆者の意図に反して結果を生じてしまった場合に対しても、未遂犯説、既遂犯説、過失犯説などの学説の対立がある。

## 未遂の教唆そのものの行為として

### 不可罰説
ドイツの判例・通説は、共犯の故意に、結果発生に対する認識内容が必要であるとして、不可罰であると考える。
- 共犯独立性説に立ち、教唆は教唆行為そのものが単独犯の犯罪行為と同視される(教唆行為を実行行為と解する)。したがって、教唆の故意は単独犯と同様、結果発生の認識、認容が必要である。結果発生の認識がない以上、不可罰とせざるをえないと考える。
- 共犯従属性説に立ち、教唆犯の処罰根拠は他人をそそのかすことによって違法な行為を実現することにある。したがって、「違法な行為の実現」という故意の面では教唆犯は単独犯と異ならない。そして、単独犯の場合、未遂犯の故意は、未遂で終わらせる意思では足りないとされており、教唆犯において未遂で終わらせる意思にある以上、故意が欠けることになる。

### 可罰説 （山口厚）
共犯従属性説に立ち、教唆の故意は、被教唆者に犯罪を実行する決意を生じさせる認識、認容で足りる。正犯者を未遂で処罰する以上、共犯処罰もそれに従属させるべきである。

## 未遂の教唆により結果が生じた場合
未遂犯説
未遂を行う故意しかない以上、それ以上の罪は認められない。
既遂犯説
教唆者の故意としては、そのような結果の発生を予期しうる程度で足り、既遂犯として処罰する。
過失犯説
教唆者としては、結果の発生を認容していたわけではなく、その認容状態は過失犯と類するところがある。よって、過失犯として、処断する。